# Cesare Arnaud di San Salvatore
Cesare Arnaud, conte di San Salvatore (Torino, 29 gennaio 1797 – 29 aprile 1873), è stato un militare e politico italiano, che fu deputato presso il Parlamento del Regno di Sardegna con la VI legislatura (1857-1860).

## Biografia
Nacque a Torino il 29 gennaio 1797, figlio del conte Oddone e della contessa Giacinta Campana. Dopo la restaurazione il 28 ottobre 1814 si arruolò nella Regia Armata Sarda in qualità di cadetto. Sottotenente soprannumerario nel Reggimento di Cuneo il 2 febbraio 1815, prese parte alla campagna contro la Francia del 1815, divenendo sottotenente effettivo l'8 novembre dello stesso anno. Il 1 agosto 1819 entrò in servizio nel corpo dei granatieri, venendo promosso tenente d'ordinanza il 4 luglio 1820, tenente dei granatieri il 2 febbraio 1821, capitano in seconda il 18 gennaio 1827, capitano in prima il 28 gennaio 1828, fu trasferito in servizio presso il 1º Reggimento della Brigata Cuneo il 1 gennaio 1832, e promosso maggiore, fu trasferito in servizio nella Brigata Casale.
Nel 1842 era in servizio presso la Compagnia delle guardie del re a Torino. Considerato clericale, nel 1857 venne eletto deputato presso il Parlamento del Regno di Sardegna, collegio di Castelnuovo d'Asti, con la VI legislatura. Lasciò la politica nel 1860, e si spense poi il 29 aprile 1873, lasciando in eredità 500 lire al cavaliere Federico Oreglia di San Stefano, che le trasferì a don Bosco al fine di celebrare 200 messe in suffragio del conte e di sua moglie Camilla. Sposato in seconde nozze con Camilla Belletrutti, ebbe un figlio, Alberto, che fu ufficiale dei carabinieri, e deputato della XII legislatura.